# باشگاه فوتبال اسکی‌شهراسپور
باشگاه فوتبال اسکی‌شهراسپور (به ترکی استانبولی: Eskişehirspor) باشگاه فوتبال ترکیه‌ای است که در سال ‌۱۹۶۵ در اسکی‌شهر تأسیس شده‌است و هم‌اکنون در سطح دوم لیگ فوتبال ترکیه بازی می‌کند. ورزشگاه آتاترک اسکی‌شهر محل انجام بازی‌های خانگی این تیم می‌باشد. اسکی‌شهر سابقه سه عنوان نائب‌قهرمانی به سال‌های ۶۹-۱۹۶۸، ۷۰-۱۹۶۹ و ۷۲-۱۹۷۱ در سوپر لیگ فوتبال ترکیه در کارنامه خود دارد.